# 吹上佐太郎事件
吹上佐太郎事件（ふきあげさたろうじけん）は、1922年（大正11年）から1923年（大正12年）にかけて吹上佐太郎が日本の関東地方で起こした強姦殺人事件。27人を強姦し、うち6人を殺害した。

## 事件
加害者・吹上は1906年に金閣寺の裏山で最初の強姦殺人を行い京都地裁で無期懲役の判決を受けた人物であった。1922年になり出所したが抑圧された34歳の性欲は留まるところを知らず、関東を中心に茨城、千葉、群馬、長野、埼玉、神奈川などを転々としながら犯行に及ぶ。11歳から15歳までの少女16人を強姦し、うち4人を殺害。15歳以上の少女11人を強姦し、うち2人を殺害した。相手が拒否、反抗の態度を示した場合殺害したと彼は述べる。犯人は強姦しただけの相手を「生き別れ」、絞殺した相手を「死に別れ」と表現した。
1923年6月に群馬で12歳の少女を絞殺。8月には15歳の少女を長野で殺害。この一週間後、11歳の少女を群馬で殺害。1924年7月28日に彼は東京で逮捕され、13人を殺害した事を自供したが、この人数に関しては刑事に「騙された」と本人が述べている。予審終結決定では3件の強姦殺人しか認められなかったが、これに対して本人は「6件」だと主張し、裁判官を嘲笑した。結局、前橋地裁で死刑判決が下り、1926年7月2日に上告は棄却され死刑が確定した。死刑確定2ヶ月後の9月28日に絞首刑は執行された。